# Myrmecia brevinoda
Myrmecia brevinoda (лат.) — вид примитивных муравьёв Австралии из рода Myrmecia.

## Распространение
Восточная и южная Австралия. Завезён в Новую Зеландию.

## Описание

### Морфология
Крупные полиморфные муравьи (около 2—3 см). Длина рабочих 13—36 мм (один из крупнейших в мире видов муравьёв, первоначально описанный как отдельный таксон Myrmecia pyriformis gigas Forel, 1913, самки 28—30 мм (эргатоидные 27—31), самцы 20—22 мм. Голова, стебелёк и грудь красные, брюшко чёрное. Жвалы длинные многозубчатые. Глаза большие выпуклые, расположены в передней части головы рядом с основанием мандибул. Оцеллии развиты. Нижнечелюстные щупики 6-члениковые, нижнегубные щупики состоят из 4 сегментов. Стебелёк двучлениковый, состоит из петиоля и постпетиоля. Скапус усиков самцов короткий. Крылья с одной маргинальной, тремя субмаргинальными и двумя дискоидальными ячейками. Жало развито. Куколки крытые, в коконе.

### Генетика
Диплоидный набор хромосом 2n у M. brevinoda равен 42.

### Биология
Крупные муравейники в виде холмиков до 70 в высоту (из растительных остатков и земли) содержат до 2576 рабочих и 1 матку (это крупнейшая колония муравьёв этого рода обнаружена в штате Квинсленд, Higashi & Peeters 1990). Другие мелкие муравьи (Oligomyrmex sp., Mayriella abstinens Forel, Monomorium sp., Sphinctomyrmex sp. и Pheidole sp.), термиты и личинки различных насекомых были обнаружены в незаселённых частях гнезда. Хотя муравьи и демонстрируют большую размерную вариацию (длина от 13 до 36 мм), сравнительные пропорции (отношение длины головы к её ширине) среди рабочих не аллометричное. Эти рабочие мономорфные по своим пропорциям, но тем не менее делятся на 2 крупных размерных класса, которые широко перекрываются. Мелкие рабочие обильны в нижних частях гнезда, а крупные рабочие преобладают в верхних слоях муравейника. Полевые наблюдения подтверждают наличие размерного полиэтизма рабочих, то есть, крупные рабочие занимаются охотой, обороной гнезда и внешним строительством, в то время как мелкие рабочие роют почву внутри гнезда.

## Классификация
Вид был впервые описан в 1910 году швейцарским энтомологом Огюстом Форелем (Auguste-Henri Forel, 1848—1931), а валидный таксономический статус подтверждён входе родовой ревизии в 1951 году австралийским мирмекологом Джоном Кларком (John S. Clark, 1885—1956), Национальный музей Мельбурна).
Включён в состав видовой группы Myrmecia gulosa species group.